# Betsucomi
Betsucomi (ベツコミ?), anteriormente conocida como Bessatsu Shōjo Comic, es una revista antológica mensual de manga shōjo publicada en Japón por la editorial Shōgakukan. Originalmente era dirigida a niñas, pero cada vez más es comercializada para adolescentes mayores y mujeres jóvenes. Se lanza el 13 de cada mes. Sus competidores son Betsuma, Princess y LaLa.

## Mangakas y obras serializadas enBetsucomi
- Miki Aihara
  - Hot Gimmick
  - Tōkyō Shōnen Shōjo
- Shouko Akira
  - Saruyama!
- Hinako Ashihara
  - Tenshi no Kisu
  - Sunadokei
  - Piece
- Moto Hagio
  - Poe no Ichizoku
  - Jūichinin Iru!
- Kaneyoshi Izumi
  - Doubt!!
  - Joō no Hana
- Kyousuke Motomi
  - Beast Master
  - Dengeki Daisy
  - QQ Sweeper
- Yuki Obata
  - Bokura ga Ita
- Yumiko Ōshima
  - Joka e...[3]
- Kanoko Sakurakoji
  - Kiwametsuke Gakuya Ura Ōji
  - Black Bird
- Chie Shinohara
  - Mizu ni Sumu Hana
- Yumi Tamura
  - Basara
  - Chicago
  - 7 Seeds
- Taeko Watanabe
  - Family!
  - Kaze Hikaru
- Akimi Yoshida
  - Banana Fish
  - California Monogatari
  - Kisshō Tennyo
  - Yasha